# Ľudovít Okánik
Ľudovít Okánik (15. srpna 1869 Skalica – 21. března 1944 Bratislava) byl slovenský a československý římskokatolický kněz, politik, člen Slovenské ľudové strany (později Hlinkova slovenská ľudová strana), poslanec a senátor, starosta Bratislavy.

## Život
Studoval na střední škole v Skalici a Ostřihomi. Pak prošel studiem teologie v Ostřihomi a na univerzitě v Budapešti. Roku 1891 byl vysvěcen na kněze. Učil němčinu na učitelském semináři v Ostřihomi. Byl kaplanem ostřihomské kapituly a od roku 1899 farářem v rodné Skalici. Zabýval se náboženskou publicistikou, například: Narodenie Pána (1900), Víťazstvo Mesiáša (1901), Príchod Spasiteľa (1902), Štedrý večer (1903), Dedinský kovár (1907), Vianoce dietok (1914), Mária zvíťazila (1919), Katolíckym Slovákom (1920) či Katolíckym Slovákom v Amerike (1920). Vydal studii o kanonickém právu, byl redaktorem týdeníku Esztergom.
Zasedal v Revolučním národním shromáždění. Zasedal zde za slovenskou reprezentaci (slovenští poslanci Revolučního národního shromáždění ještě nebyli organizováni podle stranických klubů). Mandátu poslance se vzdal v lednu 1919. V této době byl děkanem.
Roku 1919 spoluzakládal Slovenské ľudové noviny a roku 1940 Katolické noviny. V letech 1919-1920 byl županem Nitranské župy. Od roku 1921 působil jako kanovník kapituly u svatého Martina v Bratislavě. V letech 1930-1939 byl bratislavským farářem u svatého Martina. V letech 1923-1930 byl starostou Bratislavy.
V parlamentních volbách v roce 1925 získal senátorské křeslo v Národním shromáždění, ale nezískal pro výkon své funkce souhlas příslušného katolického biskupa a na post senátora tak musel roku 1926 rezignovat. V senátu ho nahradil Milutin Križko. Ľudovít Okánik byl orientován pročeskoslovensky.